# 카마인 인팬티노
카마인 마이클 인팬티노(Carmine Michael Infantino, 1925년 5월 24일 ~ 2013년 4월 4일)는 미국의 만화가, 편집자이다. 미국 만화사 1950년대 후반에서 1960년대 초반 시기를 대표하며, 실버 에이지판 플래시, 일롱게이티드맨, 두 번째 배트걸 바버라 고든 등을 창조하였다.
2000년 아이스너상 명예의 전당에 이름을 올렸다.